# Parc national de Bannerghatta
Le parc national de Bannerghatta est situé dans l'État du Karnataka en Inde, à une vingtaine de kilomètres au sud de la ville de Bangalore. Au-delà de son cadre d'aire naturelle protégée, le parc national de Bannerghatta comprend aussi le Bannerghatta Biological Park, ou parc biologique de Bannerghatta, un parc zoologique et un centre de soins de la faune sauvage, qui constitue un espace à part.
Bannerghatta est particulièrement connu pour ses tigres blancs, abrités dans le zoo attenant au parc.
Le parc est reconnu zone importante pour la conservation des oiseaux.